# Аверон (Тарн)
Аверон (фр. Aveyron) је река у Француској. Дуга је 291 km. Улива се у Тарн. 